# Auenstein (Suïssa)
Auenstein és una petita localitat a la riba oest del riu Aare, i alhora pertanyent al cantó suís d'Argòvia. Te una extensió de 5.680 km² i una població de 1.728 habitants segons cens de 2023.
A la ribera oest hom hi troba els municipis de Wildegg i de Holderbank. El municipi d'Auenstein és a mig camí de les ciutats d'Aarau i de Brugg, i queda unida a la primera per mitjà d'una línia de bus local. Tot i el seu reduït nombre d'habitants, Auesntein compta amb un remarcable casalot fortificat conegut com a Auenstein Schloss (Castell d'Auenstein). A la mateixa regió, i a pocs quilòmetres de distància, hi ha altres castells com ara el Castell d'Habsburg, el Castell de Wildegg i el Castell de Lenzburg entre d'altres.